# Фелькнер, Николай Александрович
Николай Александрович Фе́лькнер (1817—1878) — деятель горнозаводской промышленности, начальник Олонецких горных заводов, член Горного совета и Горного учёного комитета, тайный советник.

## Биография
Николай Александрович Фелькнер родился 4 (16) июля 1817 года в дворянской семье в Вятской губернии.
После окончания в 1838 году Института корпуса горных инженеров, в чине поручика, был направлен на Пермские литейные заводы.
В 1840—1856 годах — смотритель, помощник начальника, начальник-управитель Александровского пушечно-литейного завода. В 1850-х годах по инициативе и под руководством Фелькнера было построено более 600 км дорог в Петрозаводском уезде, связавших поселения уезда для производственных нужд Олонецких горных заводов. Осуществил техническое перевооружение завода — была построена новая литейная фабрика, новая кузница, новая слесарно-механическая фабрика.
В 1856—1872 годах — помощник, горный начальник Олонецких горных заводов. Генерал-майор (1864). По инициативе и под руководством Фелькнера был построен Валазминский чугуноплавильный завод (Поросозеро). Содействовал строительству православных церквей при Валазминском и Кончезерском заводах, лютеранской церкви в Петрозаводске.
С 1872 года — член Горного учёного комитета.
Умер 3 (15) декабря 1878 года в Санкт-Петербурге. Похоронен 17 декабря 1878 года в Петрозаводске на «Немецком кладбище», рядом с могилой начальника Олонецких горных заводов Чарльза Гаскойна. Кладбище и могилы не сохранились.